# Metamitobates squalidus
Genre
Synonymes
- Ancistrotus Koch, 1839 nec Audinet-Serville, 1832
- Neomitobates Roewer, 1913
- Ancistrotellus Roewer, 1923
- Neobourguyia Mello-Leitão, 1940

Espèce
Synonymes
- Goniosoma squalidum Perty, 1833
- Ancistrotus urceolaris Bertkau, 1880
- Metamitobates genusulphureus Roewer, 1913
- Neomitobates gracilipes Roewer, 1913
- Neomitobates venustus Mello-Leitão, 1933
- Neobourguyia rosai Mello-Leitão, 1940

Metamitobates squalidus, unique représentant du genre Metamitobates, est une espèce d'opilions laniatores de la famille des Gonyleptidae.

## Distribution
Cette espèce est endémique de l'État de Rio de Janeiro au Brésil. Elle se rencontre vers Teresópolis, Nova Friburgo et Rio de Janeiro.

## Description
Les mâles mesurent de 4,40 à 4,61 mm.

## Systématique et taxinomie
Cette espèce a été décrite sous le protonyme Goniosoma squalidum par Perty en 1833. Elle est placée dans le genre Ancistrotus par Koch en 1839 nom remplacé par Ancistrotellus par Roewer en 1923 puis dans le genre Metamitobates par Kury en 1992.

## Publications originales
- Perty, 1833 : « Arachnides Brasilienses. » Delectus animalium articulatorum, quae in itinere per Brasiliam annis MDCCCXVII-MDCCCXX jussu et auspiciis Maximiliani Josephi I Bavariae Regis augustissimi peracto, collegerunt Dr. J. B. de Spix et Dr. C. F. Ph. de Martius, Friedrich Fleischer, Monachii, p. 191-209 (texte intégral).
- Roewer, 1913 : « Die Familie der Gonyleptiden der Opiliones-Laniatores [Part 2]. » Archiv für Naturgeschichte, sér. A, vol. 79, no 5, p. 257–472 (texte intégral).